# Hemiphractus johnsoni
Hemiphractus johnsoni là một loài ếch thuộc họ Hemiphractidae.
Loài này có ở Brasil, Colombia, và có thể cả Peru.
Môi trường sống tự nhiên của chúng là vùng núi ẩm nhiệt đới hoặc cận nhiệt đới.
Chúng hiện đang bị đe dọa vì mất môi trường sống.